# Liste der Bodendenkmäler in Neusorg
Auf dieser Seite sind die Bodendenkmäler in der Oberpfälzer Gemeinde Neusorg zusammengestellt. Diese Tabelle ist eine Teilliste der Liste der Bodendenkmäler in Bayern. Grundlage ist die Bayerische Denkmalliste, die auf Basis des Bayerischen Denkmalschutzgesetzes vom 1. Oktober 1973 erstmals erstellt wurde und seither durch das Bayerische Landesamt für Denkmalpflege geführt wird. Die folgenden Angaben ersetzen nicht die rechtsverbindliche Auskunft der Denkmalschutzbehörde.

## Bodendenkmäler der Gemeinde

### Bodendenkmäler in der Gemarkung Neusorg
| Lage               | Objekt | Akten-Nr.     | Bild |
| ------------------ | --- | ------------- | ---- |
| Neusorg (Standort) | Archäologische Befunde der abgegangenen frühneuzeitlichen Steinzeugmanufaktur Krugfabrik. Siehe auch: neuzeit                       | D-3-6037-0007 |      |
| Neusorg (Standort) | Archäologische Befunde der frühen Neuzeit im Bereich des ehemaligen Schlosses in Schwarzenreuth. Siehe auch: Schloss Schwarzenreuth | D-3-6037-0056 |      |

### Bodendenkmäler in der Gemarkung Riglasreuth
| Lage                   | Objekt | Akten-Nr.     | Bild                   |
| ---------------------- | --- | ------------- | ---------------------- |
| Riglasreuth (Standort) | Archäologische Befunde im Bereich des ehemaligen Schlosses von Riglasreuth, zuvor mittelalterliche Burg. Siehe auch: Schloss Riglasreuth, mittelalter | D-3-6037-0013 | Archäologische Befunde |